# Cotyledon pendens
Cotyledon pendens är en fetbladsväxtart som beskrevs av Van Jaarsv.. Cotyledon pendens ingår i släktet Cotyledon och familjen fetbladsväxter. Inga underarter finns listade i Catalogue of Life.

## Bildgalleri

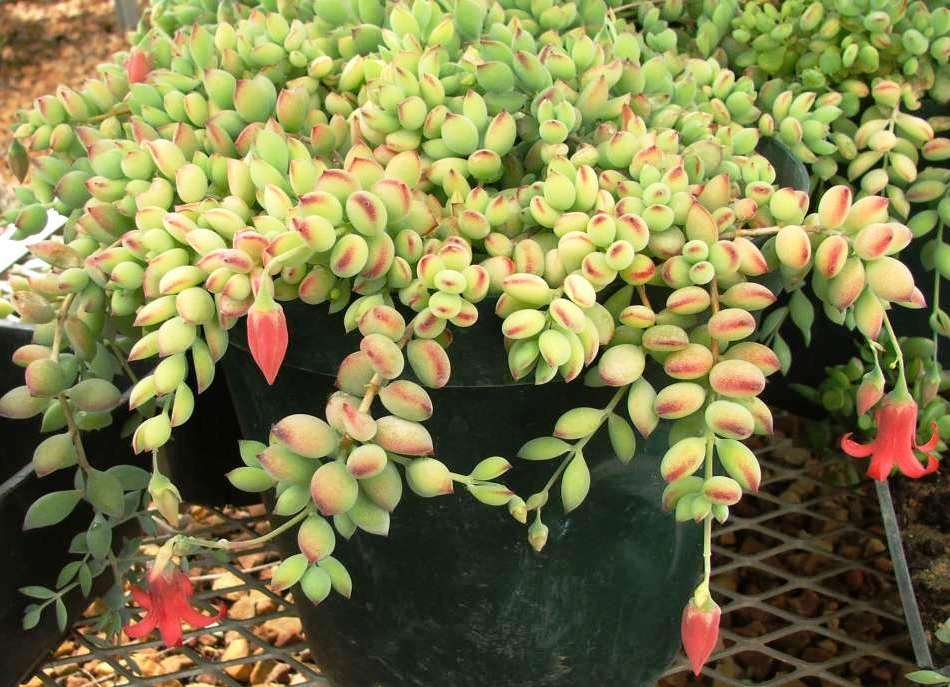